# Меч на Колесов
Мечът на Колесов (на руски: Меч Колесова) представлява специализиран ръчен инструмент, тясна стоманена лопата, използвана за масово залесяване и разработена от Александър Колесов през 1883 г. Намира широко приложение при масовото залесяване включително и в планински и полупланински райони в Русия, Украйна, Белорусия и някои източноевропейски страни, включително България.

## Конструкция и история на създаването
Конструкцията на този специализиран инструмент е постигната след изпробване на различни варианти на методи на засаждане. Основната цел при залесяването е постигането на голяма производителност. При боровите фиданки получени от семена, след две до три години височината на фиданката е около 20-30 см. Александър Колесов разработва различни варианти и достига до окончателната конструкция, която позволява голяма производителност.  След дълги експерименти Колесов постига оптималния по тегло и работен ресурс на инструмент, заточен отдолу и отстрани стоманен тесен меч. Масата му е 4-5,5 кг., обща дължина около 1 метър, дължина на работната част 30-40 см., широчина 10-13 см. и дебелина 2,5-3 см.

## Използване
Технологията на работа включва обикновено двама работници. „Мечът“ се забива в почвата до цялата му дължина и се натиска напред и назад, за да се образува ямичка за фиданката. Инструментът се изважда внимателно, за да не се повреди направената ямичка. След това фиданката се поставя от втория работник внимателно в ямичката, като той внимава да не се прегъне корена на растението и нивото на шийката на корена да е на нивото на горната част на ямичката. Работникът посипва на ръка няколко шепи пръст върху корена на фиданката и я придържа. В това време работникът с лопатата я забива на разстояние 10 см от ямичката, уплътнява основата на ямичката и долната част на корена, като придърпва инструмента към себе си, и след това укрепва горната част, като притиска инструмента към фиданката.

### Предимства и недостатъци
Основнното предимство на залесяването с този инструмент е високата производителност на работа при засаждането на малки фиданки от иглолистни видове с открита коренова систем (ОКС). Тези фиданки са с много по-ниска цена, но след засаждането процента на прихващане е сравнително по-нисък. Недостатък е, че инструментът и използваната технология не са подходящи за фиданки със закрита коренова система (ЗКС), тъй като има възможност под закритата коренова система да остане кухина, която ще влоши прихващането.